# Peter Grebe
Peter Grebe (* 24. April 1896 in Thieringhausen bei Olpe; † 20. März 1962) war ein katholischer Geistlicher und Opfer der NS-Justiz.

## Leben
Grebe wurde am 24. April 1896 als Sohn eines Landwirts in der Ortschaft Thieringhausen, die heute zur Stadt Olpe gehört, geboren. Nach seiner Schulzeit nahm er direkt am Ersten Weltkrieg teil. Er wurde Reserve-Offizier und erhielt das Eiserne Kreuz I. und II. Klasse. Nach Kriegsende beteiligte er sich als Freikorpskämpfer in Berlin am Kampf gegen den Spartakistenaufstand.
1919 kehrte er nach Thieringhausen zurück und erwarb das Reifezeugnis in Attendorn. Von 1920 bis 1925 studierte er Theologie in Paderborn und Tübingen. Hier trat er der katholischen Studentenverbindung W.K.St.V. Unitas Markomannia bei.  Am 28. März 1925 wurde er in Paderborn von Bischof Caspar Klein zum Priester geweiht und kam  als Kooperator an die Propsteikirche St. Peter und Paul in Bochum. Schon 1931 begann sein Widerstandskampf gegen Adolf Hitler. Die Darstellung von Jochen Krause, Grebe sei persönlich an Hitlers Geburtsort Braunau gereist, um in den dortigen Kirchenbüchern gesicherte Informationen zur Familiengeschichte Hitlers zu bekommen, ist nicht haltbar. Nach Grebes eigener Schilderung reiste „ein Vikar“ für diese Recherchen dorthin. Die zerrütteten Familienverhältnisse verkündete Grebe von der Kanzel. Politisch betätigte er sich in der Zentrumspartei bis zu deren Auflösung 1933. Am 1. April 1933 wurde er Vikar an der Propsteikirche in Bochum.
1935 erhielt er ein Schreib-, Predigt- und Unterrichtsverbot.
Am 14. Mai 1936 wurde er Vikar und am 12. April 1937 Pfarrverweser in Kampen. Am 18. Oktober 1938 kam er als Vikar an die St.-Nicolai-Kirche in Lippstadt, wo er bis zum 3. August 1942 blieb.
Am 8. Oktober 1942 wurde er in Lippstadt durch die 17-jährige Inge Deutsch denunziert und daraufhin im Februar 1943 durch die Gestapo in Dortmund-Hörde vernommen. Inge Deutsch war die Tochter des verstorbenen Chefarztes des katholischen Krankenhauses in Lippstadt. Sie hatte ein Gespräch Peter Grebes mit ihrer Mutter, Maria Deutsch, mitgehört. Zur Last gelegt wurden Grebe folgende Äußerungen:
„1. Der Krieg ist eine Auswirkung der menschlichen Bosheit.
2. Gott macht die Geschichte.
3. Wenn man einsieht, daß man den Krieg nicht gewinnen kann, soll man rechtzeitig Schluß machen, von der Bühne verschwinden und nicht erst so viele Menschen opfern.
4. Diesen Krieg haben verursacht die Partei, der Militarismus und ein großer Teil der Industriellen.“ Ihm wurde eine Geldbuße von 500 RM auferlegt.
Im Mai/Juni 1943 erfolgten Denunziationen durch Oswald Dormann aus Elben und Wilhelm Kruse aus Gerlingen. Dormann war im Winter zum Hamstern bei Grebes Bruder in Thieringhausen gewesen. Dabei kam es zu einem Gespräch über die Niederlage von Stalingrad. In dem Gespräch äußerte sich Peter Grebe, dass dies der erste große Nackenschlag, den wir bekommen haben sei und dass andere folgen würden. Außerdem äußerte er, dass wenn Brüning noch an der Regierung wäre, es keinen Krieg gegeben hätte und dem Deutschen Volk das Leid und Elend erspart geblieben wäre; die deutschen Städte wären dann kein Trümmerhaufen.
Am 3. August 1943 wurde er an St. Georg, Gelsenkirchen, versetzt, trat die Stelle aber nicht an. Daraufhin wurde er am 5. September 1943 als Pfarrer an die Pfarr- und Wallfahrtskirche St. Mariä Heimsuchung in Kohlhagen versetzt.
Im September 1943 erhielt er eine Vorladung der Gestapo Siegen. Am 15. Oktober 1943 erfolgte seine Festnahme durch die Gestapo Dortmund. In Dortmund war er in Einzelhaft bis zu seinem Transport nach Berlin am 14. November 1944. Am 16. November 1944 wurde er mit 22 weiteren Angeklagten vom Volksgerichtshof zum Tode und dauerndem Ehrverlust verurteilt und in das Zuchthaus Brandenburg abtransportiert. In der Urteilsbegründung heißt es, Grebe habe in Ausübung seines geistlichen Berufes durch entmutigende und zersetzende Äußerungen die Wehrkraft deutscher Volksgenossen zu lähmen gesucht und damit den Feinden Beistand geleistet.
Am 25. März 1945 erhielt er durch Bischof Heinrich Wienken die Mitteilung seiner Begnadigung und der Umwandlung seiner Strafe in zehn Jahre Zuchthaus. Am 27. April 1945 wurde er durch sowjetische Frontsoldaten befreit und kehrte am 29. Juli in seine Pfarrei Kohlhagen zurück.